# Человек с родины
«Человек с родины» (англ. The Man from Home) — американский драматический фильм Сесил Б. ДеМилля.

## Сюжет
Богатый мужчина Гораций вместе со своей сестрой Этель путешествует по Европе и оказывается жертвами русских мошенников, один из которых хочет жениться на Этель. Даниэль Пайк с помощью великого князя Василия разоблачает аферистов.

## В ролях
| Актёр              | Роль         |
| ------------------ | ------------ |
| Чарльз Ричман      | Даниэль Пайк |
| Теодор Робертс     |              |
| Фред Монтаг        |              |
| Монро Салисбери    |              |
| Хорас Б. Карпентер | Иванов       |
| Дик Ла Рено        | Симпсон      |
| Мэйбл Ван Бурен    |              |